# Lexikon des Mittelalters

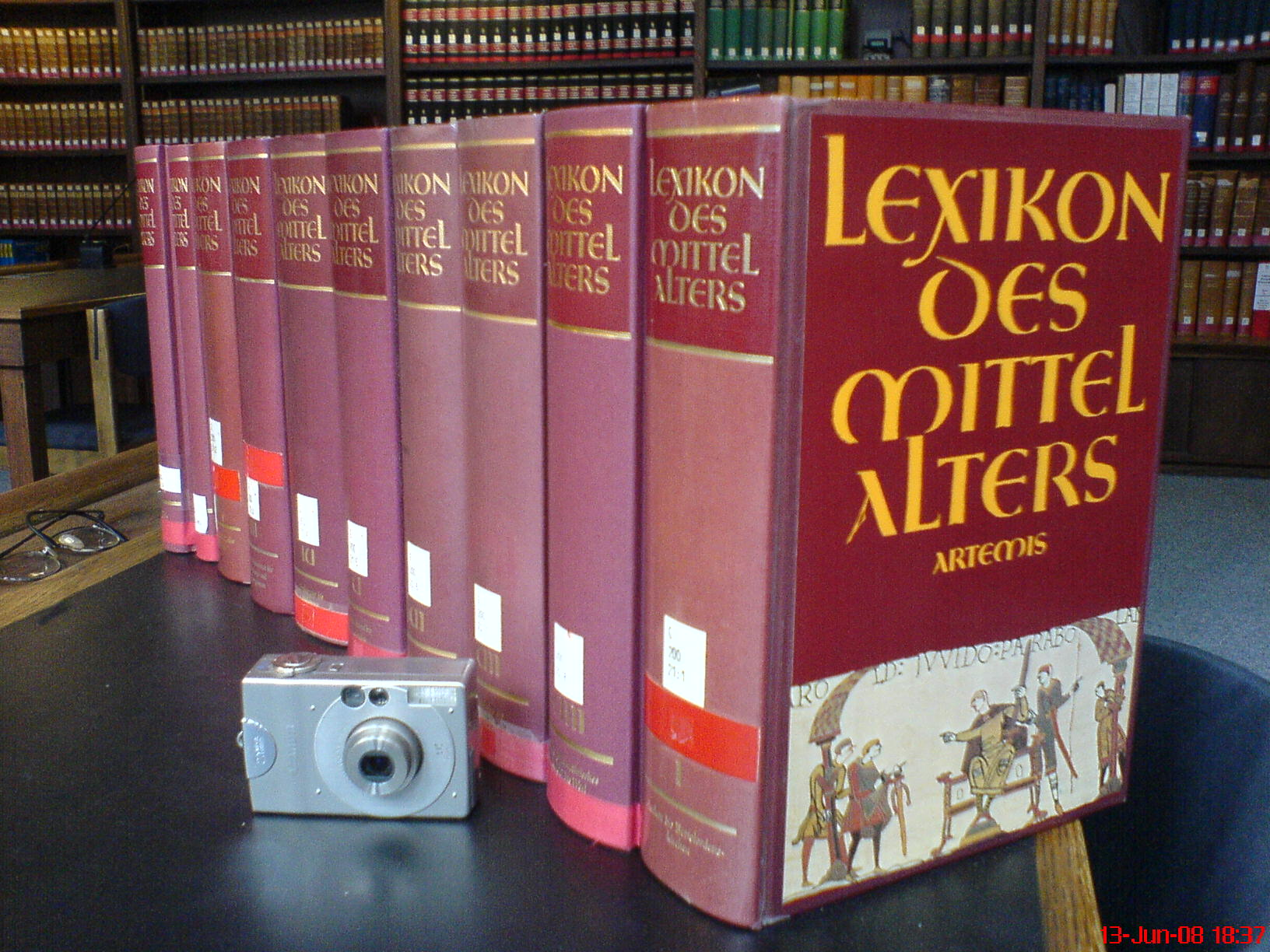
Lexikon des Mittelalters.

Het Lexikon des Mittelalters (afgekort: LMA, LexMA, e.a.) is een Duitstalig naslagwerk over de geschiedenis en cultuur van de middeleeuwen in 9 delen.

## Lexikon des Mittelalters

### Uitgavegeschiedenis
Verscheidene internationale auteurs hebben meegeschreven aan dit werk, dat meer dan 36.000 artikelen omvat. Chronologisch bestrijkt het de periode van de late oudheid tot ongeveer 1500, waarbij ook de Byzantijnse en de Arabische Wereld worden behandeld.
Het werk geldt binnen de mediëvistiek als onontbeerlijk, hoewel de stand van het onderzoek voor de eerste delen reeds deels is achterhaald.
De deelafleveringen van de gebonden originele uitgave verschenen sinds 1977. Het eerste (1980) tot en met het zesde delen 6 (1993) verschenen bij de uitgeverij Artemis of Artemis & Winkler in München en Zürich, het zevende (1995) tot en met het negende deel (1998) bij LexMA-Verlag in München. Een registerdeel verscheen in 1999.

### Heruitgaven
Het Lexikon is ook als studieboekuitgave bij J. B. Metzler’sche Verlagsbuchhandlung in Stuttgart en Weimar in 1999 (ISBN 3476017427) en in 2002 als pocketboekuitgave bij dtv (ISBN 3423590572) alsook in 2000 als cd-rom en als online-version (bij BREPOLiS, het onlineaanbod van Brepols) verschenen.